# Forum de Montreal
El Forum de Montreal (en francés: Forum de Montréal) era un complejo deportivo situado frente a la Plaza Cabot, en Montreal (Quebec, Canadá). Llamado "el edificio con más historia en la historia del hockey sobre hielo" según Sporting News, fue un estadio cubierto que sirvió como sede de los  Montreal Maroons de la Liga Nacional de Hockey de 1924 a 1938 y de los Montreal Canadiens de 1926 a 1996. El Forum fue construido por la Canadian Arena Company en 159 días.
Situado en la esquina noreste de Atwater y Ste-Catherine West (Metro Atwater), el edificio fue históricamente significativo, ya que en su hielo se ganaron/presentaron 15 campeonatos de la Stanley Cup: doce para los Canadiens y uno para los Maroons (para quienes se construyó inicialmente el estadio); uno para los visitantes New York Rangers y Calgary Flames respectivamente. El Forum también albergó a los Montreal Roadrunners y a los Montreal Junior Canadiens. Fue también utilizado para partidos de baloncesto, voleibol y boxeo, para actividades de gimnasia y para conciertos. La banda británica Queen brindó 2 conciertos los días 24 y 25 de noviembre de 1981, que fueron publicados en el álbum Queen Rock Montreal lanzado en 2007. 
Hoy en día, la mayor parte del edificio Forum es un multicine conocido como Cineplex Cinemas Forum operado por Cineplex Entertainment. Además, una gran parte de los pisos superiores del edificio se utilizan como expansión del campus de Dawson College. 

## Historia

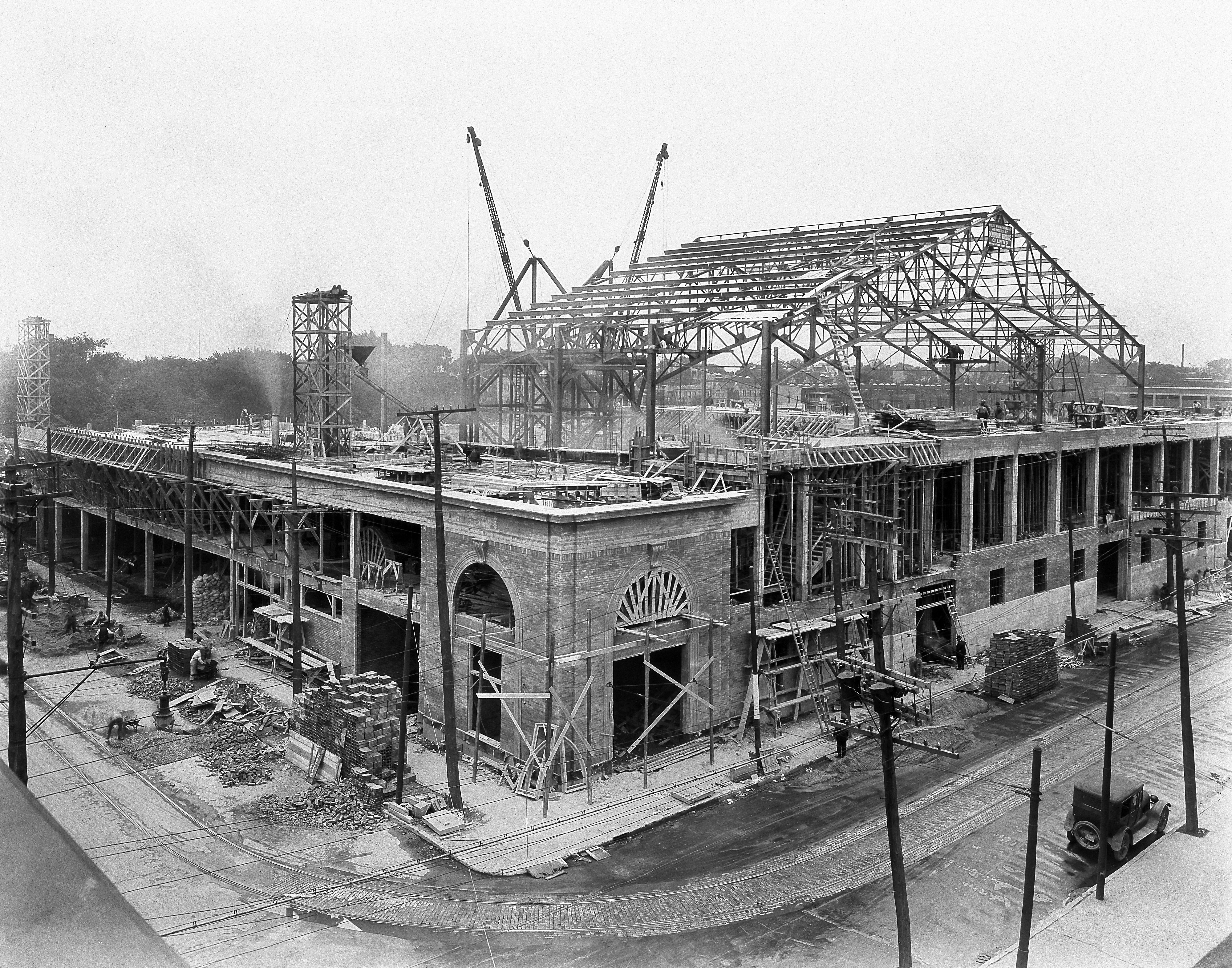
El Forum de Montreal en construcción en 1924.

La idea de construir el Forum en 1923 se atribuye a Sir Edward Wentworth Beatty, presidente de la Canadian Pacific Railway. A sugerencia del senador Donat Raymond, William Northey desarrolló un plan para una pista con capacidad para 12.500 espectadores. Por motivos económicos, el proyecto se redujo a una pista de 9.300 localidades. Incluso con ese tamaño reducido, la pista no pudo encontrar financiación de inmediato. Finalmente, el Forum sería financiado por H. L. Timmins. El emplazamiento elegido era el de una pista de patinaje sobre ruedas llamada Forum, y se mantuvo el nombre. El lugar había sido anteriormente el emplazamiento de una pista de hockey sobre hielo al aire libre, utilizada por Frank y Lester Patrick, Art Ross y Russell Bowie cuando eran jóvenes.

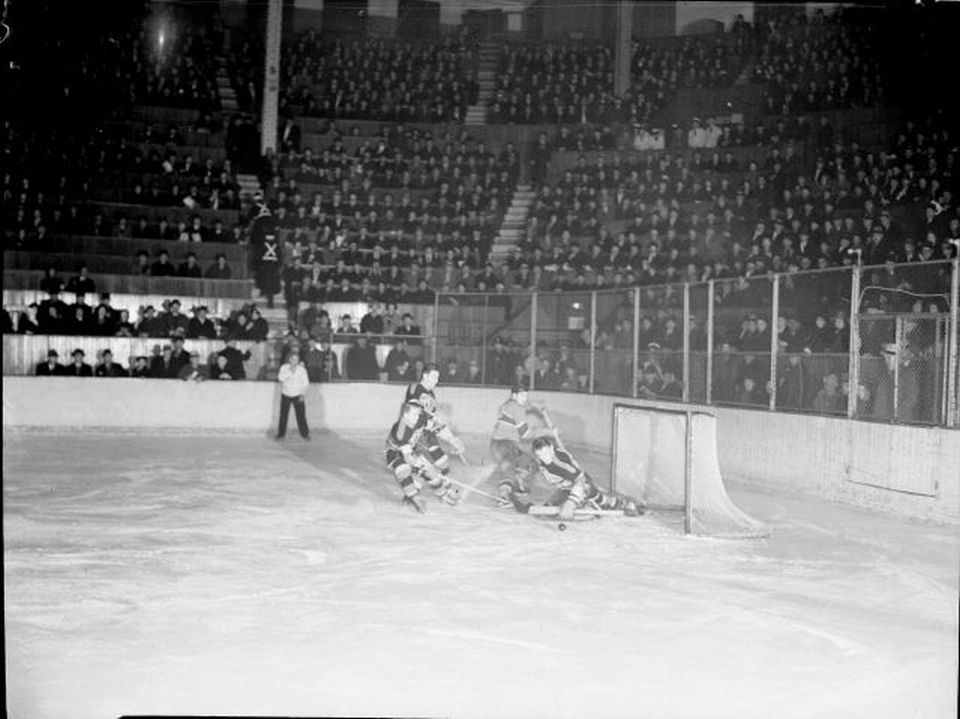
Partido de hockey entre los Chicago Black Hawks y los Montreal Canadiens en el Forum de Montreal.

El Foro se inauguró el 29 de noviembre de 1924, con un coste total de 1,5 millones de dólares (26,2 millones de dólares en 2023) y un aforo original de 9.300 localidades. Fue objeto de dos renovaciones, en 1949 y 1968. Cuando el Foro cerró sus puertas en 1996, tenía un aforo de 17.959 localidades, de las que aproximadamente 1.600 estaban de pie.
Como parte de las renovaciones de 1968, se instaló un reloj marcador digital colgante en el centro, diseñado por la Day Sign Company de Toronto y similar a los instalados en el Boston Garden y el Chicago Stadium durante la década de 1970. En 1985 se instaló un nuevo reloj de marcador central, diseñado por Daktronics, que contenía a cada lado un tablero matricial en color.
Junto con otro de los Original six estadios cubiertos de hockey sobre hielo, el Boston Garden, el Forum de Montreal utilizaba una sirena aguda para señalar el final del periodo de un partido de la NHL. La sirena se volvería a instalar más tarde en la instalación sucesora del Forum, el Bell Centre (y todavía se utiliza allí), al igual que el TD Garden de Boston heredó la sirena más grave del Garden.
El Forum albergó las Finales de la Copa Stanley en 1926, 1928, 1930, 1931, 1944, 1946, 1947, 1951, 1952, 1953, 1954, 1955, 1956, 1957, 1958,1959, 1960, 1965, 1966, 1967, 1968, 1969, 1971, 1973, 1976, 1977, 1978, 1979, 1986, 1989, y 1993.
Sólo dos equipos visitantes han ganado la Copa Stanley en el hielo del Forum: los New York Rangers lo hicieron en 1928, derrotando a los Maroons, mientras que los Calgary Flames derrotaron a los Canadiens en 1989.
El 11 de marzo de 1996, los Montreal Canadiens jugaron su último partido en el Forum de Montreal, derrotando a los Dallas Stars. 4-1. El partido fue televisado por TSN y TQS en Canadá y por ESPN2 en Estados Unidos. Guy Carbonneau, de los Stars, que había capitaneado a los Canadiens de 1989 a 1994 (incluida la Copa de 1993), hizo el saque inicial. Después del partido, muchos grandes jugadores de hockey se presentaron ante el público, sobre todo Maurice Richard (considerado el jugador más querido de los Canadiens de todos los tiempos), que recibió una ovación de pie de dieciséis minutos mientras rompía a llorar. Una antorcha simbólica -representación de una línea citada del poema In Flanders Fields, «A ti, de manos fracasadas, te lanzamos la antorcha; sé tú quien la sostenga en alto», expuesta en el vestuario local del Forum- fue llevada por Émile Bouchard fuera del vestuario de los Canadiens hasta la superficie de juego. La antorcha en llamas pasó a cada uno de los antiguos capitanes de los Canadiens (Jean Beliveau, Yvan Cournoyer, Henri Richard, Serge Savard, Bob Gainey, y Carbonneau) y finalmente al entonces capitán Pierre Turgeon. Al día siguiente, se organizó un desfile en el que la antorcha fue llevada por la ruta hacia el Molson Centre (que desde entonces ha sido rebautizado como Bell Centre). Su primer partido en la nueva sede fue contra los New York Rangers, que ganaron los Canadiens.

## Después del hockey

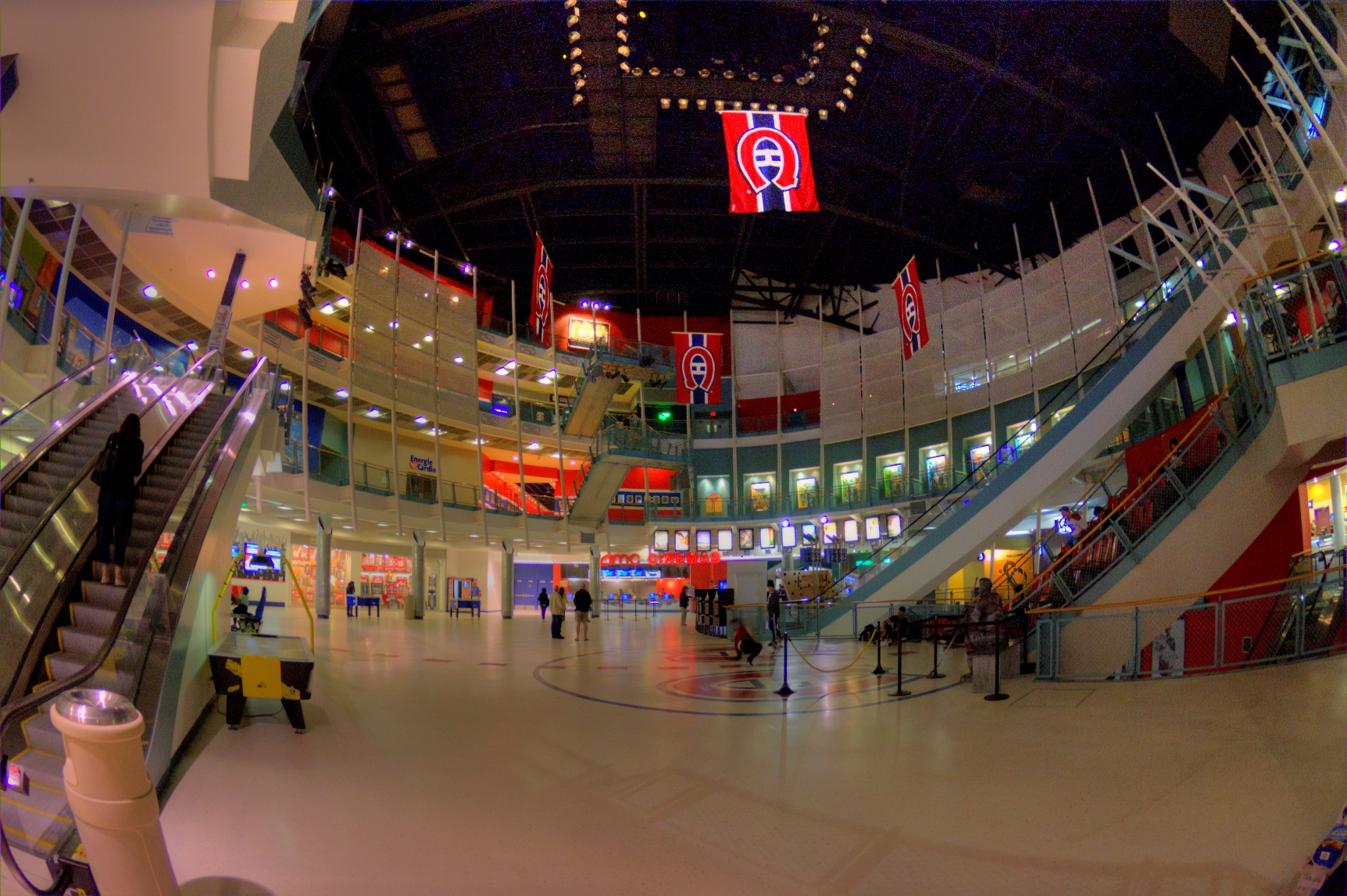
Recreación en el interior del Montreal Forum en 2012

Después de que los Canadiens abandonaran el Forum, el edificio se utilizó para rodar secuencias de la arena para la película de Brian De Palma Ojos de serpiente.El Forum fue entonces completamente destripado y convertido en un centro de entretenimiento del centro de la ciudad llamado Pepsi Forum, consistente en un AMC Theatres multiplex (vendido a Cineplex Odeon en julio de 2012), tiendas y restaurantes.
Se recreó el hielo central en el centro del complejo, con una pequeña sección de la tribuna y una estatua de un aficionado inclinado hacia delante (retirada en el verano de 2017), mientras que los asientos originales se utilizaron como bancos en todo el complejo. Junto a la tribuna había una estatua de Maurice Richard. En la entrada de la calle Saint Catherine, hay un Paseo de la Fama de Quebec formado por Richard y Celine Dion. Ambos estuvieron presentes en la inauguración de sus respectivas estrellas de bronce. La entrada de la calle Atwater tiene un gran logotipo de bronce de los Montreal Canadiens rodeado de 24 banderas de bronce de la Stanley Cup pegadas a la acera. Inscritas en francés están las palabras «eternamente orgullosos». Todo el edificio está inspirado en la historia del Fórum, con especial énfasis en los Montreal Canadiens.
El edificio fue declarado Sitio Histórico Nacional de Canadá en 1997 porque: 

"fue posiblemente el recinto deportivo más famoso del país... también sirve como icono del papel del hockey en la cultura nacional canadiense... el Forum es el más antiguo de los estadios a gran escala de Canadá y, a lo largo de su historia, ha sido el principal lugar del país para la celebración de grandes acontecimientos culturales, políticos y religiosos bajo techo. «
Historic Sites and Monuments Board of Canada, Actas, junio de 1997

La ciudad de Montreal estimó el valor del edificio en 36,8 millones de dólares en 2012. Este es un descenso de 10 millones de dólares en el valor desde la estimación anterior en 2009. El AMC Forum es ahora propiedad del inversor inmobiliario Ben Ashkenazy, con sede en Nueva York, a través de una empresa llamada Investissements Forum Canadien Inc. Debido a la recesión económica de los últimos años, el Forum de Montreal ha sufrido muchos espacios vacíos y desocupados. Para complementar los ingresos del edificio, el Dawson College ha alquilado una gran parte de sus plantas 2ª y 4ª para ampliar su campus de adaptación. Además, se han llevado a cabo amplias reformas para renovar el espacio y darle un aspecto más genérico de centro comercial, lo que ha supuesto la eliminación de homenajes al hockey y sus temas (incluida la recreación del centro del hielo, las gradas, los asientos, los estandartes y las estatuas de hockey). Algunos de los recuerdos del Foro y del hockey aún se pueden encontrar en los niveles superiores, aunque de forma mucho menos prominente y visible.